# NGC 4423
NGC 4423 este o galaxie spirală situată în constelația Fecioara. A fost descoperită în 13 aprilie 1784 de către William Herschel. Se află la o distanță de 15,49 megaparseci de Pământ.